# Какета
Какета̀ (на испански: Caquetá) е един от тридесет и двата департамента на южноамериканската държава Колумбия. Намира се в южната част на страната. Департаментът е с население от 410 521 жители (към 30 юни 2020 г.) и обща площ от 90 103 км². Главен административен център е град Флоренсия.

## Общини
Департамент Какета е разделен на 16 общини. Някои от тях са:
1. Флоренсия (Столица)
2. Албания
3. Морелия
4. Пуерто Рико
5. Солано
6. Солита
7. Сан Висенте дел Кагуан
8. Сан Хосе дел Фрагуа
9. Курильо
10. Белен де лос Андакиес
11. Пуерто Милан
12. Валпараисо
13. Ел Донсельо
14. Картахена дел Чаира
15. Ел Паухил
16. Ла Монтаньита